# Goitrogeny
Goitrogeny, substancje wolotwórcze – związki o właściwościach antyodżywczych występujące naturalnie w żywności, zmniejszające przyswajalność jodu z pożywienia lub zaburzające wchłanianie jodu przez tarczycę i w konsekwencji produkcję jej hormonów, w skład których wchodzi jod. Przysadka w odpowiedzi na spadek stężenia hormonów produkowanych przez tarczycę uwalnia hormon pobudzający tarczycę (TSH), który powoduje nadmierny rozrost tkanki tarczycy, prowadząc ostatecznie do powstania wola.

## Żywność wykazująca działanie wolotwórcze
- Tioglikozydy, glikozylany, GLS to związki o różnej budowie chemicznej występujące w roślinach z rodziny kapustowatych (Brassicaceae)[2] najbardziej znane warzywa to: brukselka, kapusta[3], kalafior[3], brokuł, szpinak, jarmuż, kalarepa, gorczyca, brukiew, rzepa. Właściwości antyodżywcze mają głównie warzywa spożywane na surowo. Gotowanie w temp. 90 °C zmniejsza udział aktywnych form tioglikozydów o ok. 30%. Mrożenie warzyw również przyczynia się do obniżenia zawartości tioglikozydów.

- Do zaburzeń w pracy tarczycy może doprowadzić spożycie dużych ilości manioku (rozdrobnionego jednak nienamoczonego przez dobę w celu detoksykacji)[4], cebuli, czosnku, suchych nasion roślin strączkowych[3] (bób, ciecierzyca, groch, fasola, soczewica, soja) oraz orzeszków ziemnych, migdałów[3]. Wymienione produkty mogą być spożywane w umiarkowanych ilościach po wcześniejszej obróbce termicznej. Wyjątek stanowi soja, która ze względu na zawartość izoflawonów genisteiny i daidzeiny, hamujących peroksydazę tarczycową (TPO), nie powinna być spożywana przez osoby z niedoczynnością tarczycy w żadnych ilościach[5]. Związki wolotwórcze soi nie są dezaktywowane w czasie gotowania.

## Substancje chemiczne mające działanie wolotwórcze
- Sulfadimetoksyna (Albon), propylotiouracyl[6], nadchloran potasu[7], kwas jopanowy[8].
- Niektóre oksazolidyny, takie jak goitryna[9].
- Tiocyjanki (np. z dymu tytoniowego) i nadchlorany zmniejszają pobieranie jonów jodu na skutek zjawiska hamowania konkurencyjnego i w konsekwencji zmniejszenie wydzielania tyroksyny i trijodotyroniny przez tarczycę, których niskie stężenie na skutek ujemnego sprzężenia zwrotnego stymuluje wzrost uwalniania tyreotropiny pobudzającej gruczoł do wzrostu.
- Amiodaron hamuje obwodową konwersję tyroksyny do trijodotyroniny, zaburza także działanie hormonów tarczycy.
- Lit hamuje uwalnianie hormonów tarczycy.
- Fenobarbital, fenytoina, karbamazepina, ryfampicyna indukują biologiczna degradacje trijodotyroniny (T3) i tyroksyny (T4).